# Narrativ (konstvetenskap)
Narrativ är ett begrepp inom konstvetenskap och betyder berättelse. Berättelser konstruerar en verklighetsbild, ett konstverk, och är en cirkulär kommunikation som förutsätter en publik och en berättare. Det narrativa begreppet består av tre beståndsdelar: 
1. Transformation (en pågående förändring)
2. Begär (önskan att nå målet)
3. Brist (brist som behöver åtgärdas)

Wolfgang Kemp framhåller i Critical Terms for Art History att narrativet är en form av uttryck som handlar om omvandling. En händelse kan bara förstås som om den händer i nuet genom att man kan se en bit av det förflutna och samtidigt in i den närmsta framtiden. Narrativ/berättelser handlar om en önskan av personer som strävar efter att nå målet och åhörarens önskan att driva på. Kemp anser att bristen behöver likvideras. Det ligger ett obestämt antal åtgärder och händelser mellan brist och att åtgärda bristen, som antingen leder till en slutsats eller till ett mellanliggande stadium där en ny sekvens påbörjas. Den narrativa utveckling ligger inte i handlingen, utan i att förstå och också i att ge förståelse. 
Enligt Kemp tenderar narratologi att förbise det faktum att berättelsen är en form av kommunikation. Det finns bara ett berättande av någon och för någon. Konst existerar endast för och genom andra. (Sartre). 
Narrativets tre beståndsdelar kan användas som en modell för att få fram mönster, en process som även kan användas för förståelse av arkitektur. Narrativ kan ses som ett verktyg vilket kan användas för att se på konstverk, utforska kontexten och genom det komma fram till en mening eller tolkning. Narrativ blir därmed även ett verktyg för framställandet av konstvetenskapliga texter.